# El Salto, Atenguillo
El Salto är en ort i Mexiko.   Den ligger i kommunen Atenguillo och delstaten Jalisco, i den centrala delen av landet, 600 km väster om huvudstaden Mexico City. El Salto ligger 1 563 meter över havet och antalet invånare är 22 550.
Terrängen runt El Salto är huvudsakligen kuperad, men den allra närmaste omgivningen är platt. Runt El Salto är det mycket glesbefolkat, med 4 invånare per kvadratkilometer. El Salto är det största samhället i trakten. I omgivningarna runt El Salto växer huvudsakligen savannskog.